# Fernando Pinto Loureiro
Fernando Correia Pinto Loureiro (Coimbra, 8 de Janeiro de 1917 – ?) foi um economista português.

## Biografia
Era filho do Jurisconsulto José Pinto Loureiro e de sua mulher Elisa Ferraz Correia.
Cursou a Faculdade de Direito da Universidade de Coimbra, onde se licenciou em Ciências Jurídicas em 1940 e em Ciências Político-Económicas em 1941.
Quando quartanista de Direito, ganhou a Medalha de Honra da Secção de Direito nos Jogos Florais Universitários promovidos pela Associação Académica de Coimbra.
Tomou parte nos trabalhos do Congresso Luso-Espanhol do Progresso das Ciências, reunido no Porto em 1942.
Em 1950 era Professor Assistente da cadeira de Economia Política e Finanças na Faculdade de Direito da Universidade de Coimbra.
Foi Sócio do Instituto de Coimbra, Membro do Centro de Estudos Económicos do Instituto Nacional de Estatística e Diretor do Centro de Estudos para Formação Social da Sociedade de Defesa e Propaganda de Coimbra.
Colaborou nas revistas "O Instituto: Revista científica e literária", "Brasília", "Arquivo Coimbrão", "Vértice", "Sol Nascente", "Informação Literária" e "Boletim da Faculdade de Direito da Universidade de Coimbra", de Coimbra, e "O Diabo" e "Seara Nova", de Lisboa.
Publicou:
- Cultura e Bibliotecas, ensaio, Coimbra, 1937
- Prefácio à 1.ª Edição da tradução portuguesa da Teoria pura do direito, de Hans Kelsen, Col. Studium, Coimbra, 1939
- Individualismo e Anti-Individualismo no Direito Privado, Col. Studium, Coimbra, 1940
- A Teoria Económica dos Câmbios, evolução e estado actual, Col. Studium, Coimbra, 1941
- Economia Política e Política Económica, Col. Studium, Coimbra, 1942
- A Investigação Científica nas Ciências Sociais, palestra, 1945
- José Acúrsio das Neves (1766-1834), ensaio de interpretação da vida e da obra do economista, Coimbra, 1947